# Анакопійська фортеця
43°06′ пн. ш. 40°48′ сх. д. / 43.100° пн. ш. 40.800° сх. д.
Анакопійська фортеця — оборонна споруда, розташована у місті Новий Афон на Анакопійській горі, найповніше збережена древня фортеця в Абхазії. 

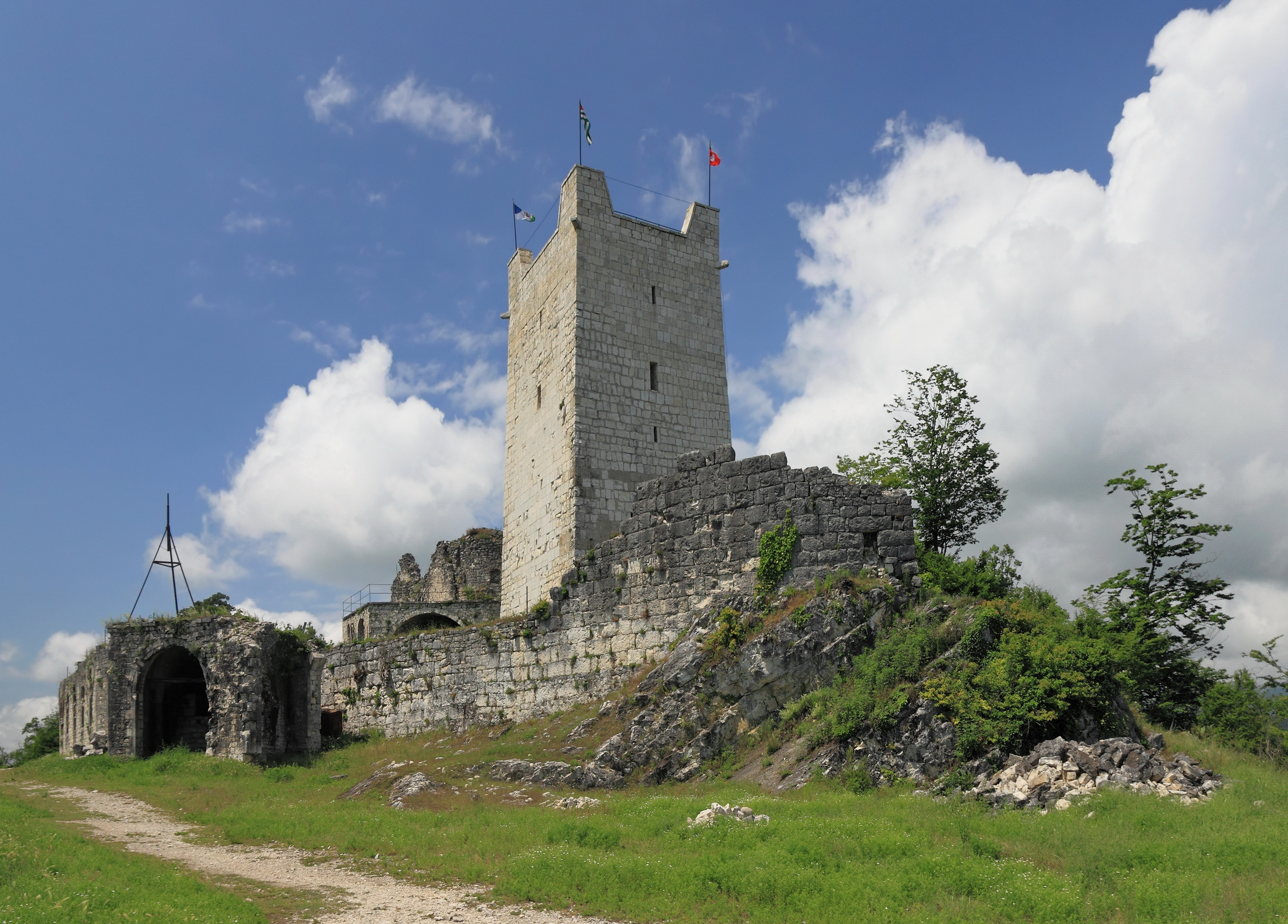
Анакопійська фортеця

## Історія
- Наприкінці VII століття при особистої участі візантійців, стривожених вторгненнями арабів, зведено основна лінія стін
- У 736 — 737 роках Мурван-ібн-Мухаммед «Жорстокий» з 60-тисячним військом арабів обложив фортецю, де сховався у свого брата Міра грузинський цар Арчіл. Обороняли Анакопію тисяча грузинських і ще дві тисячі абхазьких воїнів. За словами грузинського літописця серед арабського війська почалася епідемічна хвороба шлунку, за кілька днів померло 35 тисяч вояків. Три тисячі арабів загинули під час штурму фортечних стін, але Анакопію не було взято. Запланований Мурваном-ібн-Мухаммедом похід в тил Візантії через Абхазію в обхід Чорного моря провалився.
- 788 рік. Арабський полководець Сулейман-ібн-Ісам невдало намагався осадити фортецю і у результаті на захід від Анакопії не пройшов
- Середина — друга половина VII століття — на вершині Анакопійської гори грецькими ченцями зводиться невеличкий однозальний храм
- VII -VIII ст. — на горі побудований другий храм.
- Наприкінці XIX століття новоафонською чернечою братією побудована викладена бруківкою дорога, нагорна фортеця оточена кам'яними терасами, побудовано будинки каплиці, готелю, станції канатної дороги.

## Технічні параметри
- Зайнята територія: 450*150 метрів.
- З боку південного пологого схилу мур укріплений сім'ю вежами: квадратними в менш доступних місцях і круглими там, де до веж могло бути підвезено стінобитні машини.
- Стіни нагірної фортеці зведено зі значних, добре оброблених блоків вапняку. Фортечні ворота утворені трьома вапняковими монолітами і підняті високо над землею; до Петропавлівської фортеці можна було потрапити тільки по приставній дерев'яній драбині.
- Форма і місцезнаходження західної круглої вежі, захищавшей підступи до головної брами фортеці, дозволяли вести з неї обстріл супротивника з точки майже 290 градусів.
- У фортеці є штучна невичерпна криниця, ймовірно, споруджена у минулому будівельниками Анакопії.